# Moulin Stucky
Pour les articles homonymes, voir Stucky.
Le Moulin Stucky (italien : Molino Stucky) est un ancien bâtiment industriel en briques construit à la fin du XIXe siècle à Venise, situé à l'extrémité Ouest de l'île de la Giudecca, à côté de l'ancienne usine Fortuny. Le bâtiment frappe par sa grande taille en comparaison aux architectures vénitiennes traditionnelles présentes sur les deux rives du canal de la Giudecca.

## Histoire

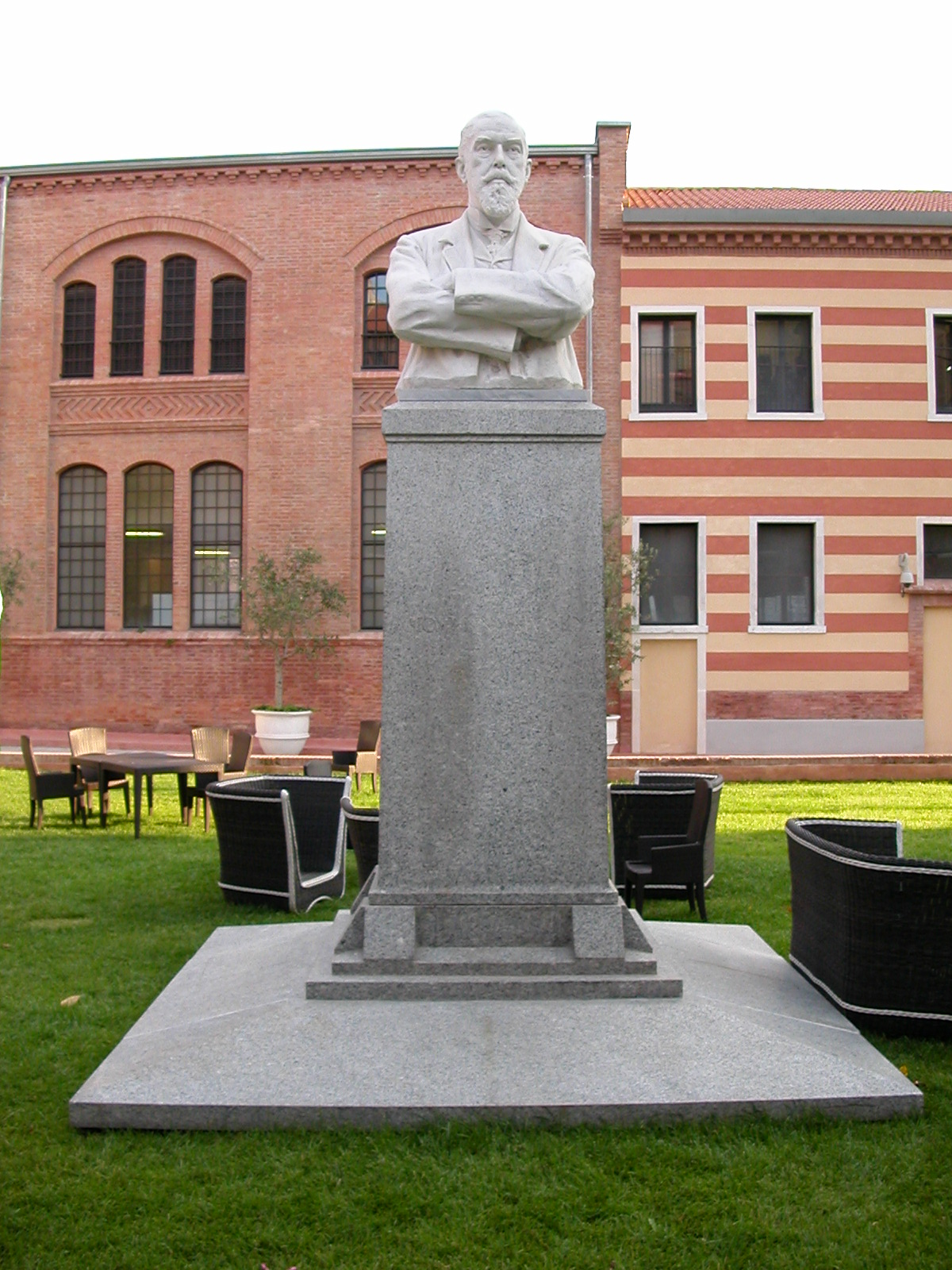
Buste à John Stucky.

Le Molino Stucky a été construit entre 1884 et 1895 à l'initiative de Giovanni Stucky, un entrepreneur et financier issu d'une noble famille suisse, dont le père s'était installé en Vénétie avec un Italien de la famille Forti. La conception de l'imposant complexe a été confiée à l'architecte Ernst Wullekopf, qui a créé l'un des plus grands exemples d'architecture néogothique appliquée à un bâtiment industriel.
L'idée originale d'établir un moulin dans la Lagune de Venise est venue à Giovanni Stucky vers le milieu du XIXe siècle à la suite de l'étude du fonctionnement de divers moulins dans des pays étrangers. Sur la base de ces études, l'entrepreneur décida d'exploiter le canal vénitien pour un transport rapide par eau du grain destiné au moulin de l'île de la Giudecca.
L'usine modèle - équipée d'un éclairage au gaz - donnait du travail, au maximum de sa capacité, à quinze cents ouvriers occupés en équipes qui couvraient toute la journée et pouvait moudre, dans sa période de plus grande fonctionnalité, 2 500 quintaux de farine par jour.
En 1895, le complexe préexistant sur lequel se trouvait le moulin fut agrandi selon un projet de l'architecte Wullekopf et divisé en deux zones distinctes : l'une - plus grande et à développement vertical - comprenait le moulin, les entrepôts et les silos ainsi que les bureaux ; une seconde - constituée de bâtiments plus bas - n'abritait que l'usine de pâtes. C'est alors qu'il prit sa forme actuelle.
Wullekopf a voulu doter le bâtiment de la façade néogothique classique et caractéristique gravée du nom du propriétaire du moulin, surmontée d'une gigantesque horloge, devenu depuis un symbole de l'architecture  industrielle en Italie.
Le début du déclin du Molino Stucky - qui était également utilisé comme usine de pâtes - a commencé dans les années 1910, mais la situation du Stucky s'est aggravée lorsque Benito Mussolini a décidé de réévaluer la lire. En conséquence, Gian Carlo Stucky, fils de feu Giovanni, a eu de plus en plus de mal à vendre ses produits et dut fermer des succursales en Argentine, aux États-Unis, en Égypte et en Angleterre. Lorsque Mussolini a lancé la politique économique autarcique - une campagne de propagande visant à promouvoir la production nationale de matières premières - les bénéfices des entreprises ont chuté, car les activités des Stucky reposaient sur l'approvisionnement bon marché en céréales pour leurs moulins à l'étranger. En 1955, après une longue période de crise et une affaire syndicale mouvementée (l'usine est occupée pendant un mois par cinq cents salariés), elle connaît une fermeture irréversible,.
Dans un article du New York Times daté de 1984, le bâtiment est décrit comme étant désert, abandonné. En 1987, le projet de construction de logements face au bâtiment est en cours.
Reprise en 1994 par la société Acqua Pia Antica Marcia, l'ancienne zone industrielle est placée quatre ans plus tard sous la tutelle de la Surintendance des Beaux-Arts. Laissant son architecture néogothique inchangée, elle subit alors l'une des plus importantes restaurations conservatrices d'Europe concernant directement une ancienne usine.
La fin des troubles de l'ancien complexe est intervenue au milieu des années 2000 avec la signature d'un partenariat économico-financier entre Acqua Marcia et la chaîne hôtelière Hilton, sur la base duquel la zone était destinée à un complexe immobilier, équipé d'une résidence, d'un centre de congrès et d'un hôtel de 379 chambres, d'un restaurant et d'une piscine panoramiques, et d'une salle de conférence de deux mille places.
Le 15 avril 2003, alors que les travaux de rénovation étaient en cours, le Hilton Molino Stucky Venice est touché par un immense incendie qui détruit toute la partie centrale du bâtiment, endommageant notamment la tour, la petite loggia et le  chapeau  - ou point culminant du bâtiment - ainsi que l'élévation latérale de la structure, le mur est presque entièrement effondré. Le feu a été maîtrisé après d'intenses heures de travail par les sapeurs-pompiers, arrivés avec deux grosses vedettes à moteur et deux hélicoptères, contrés par le vent violent et rendus complexes par l'immensité du bâtiment.
Le complexe a démarré ses activités en juin 2007.
En 2016, la propriété a été partiellement vendue par le groupe Acqua Marcia, en redressement judiciaire, au groupe Marseglia pour ce qui concerne uniquement la partie gérée à usage hôtelier et non celle résidentielle qui reste la propriété des premiers résidents privés respectifs. Alors qu'une expertise du tribunal de Venise valorisait l'ensemble à 350 millions d'euros, le prix final convenu pour la vente est de 280 millions d'euros.

## Vues

Molino Stucky - Vue sur le Canale dei Lavraneri
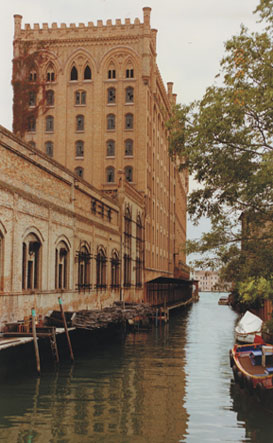
Élévation latérale
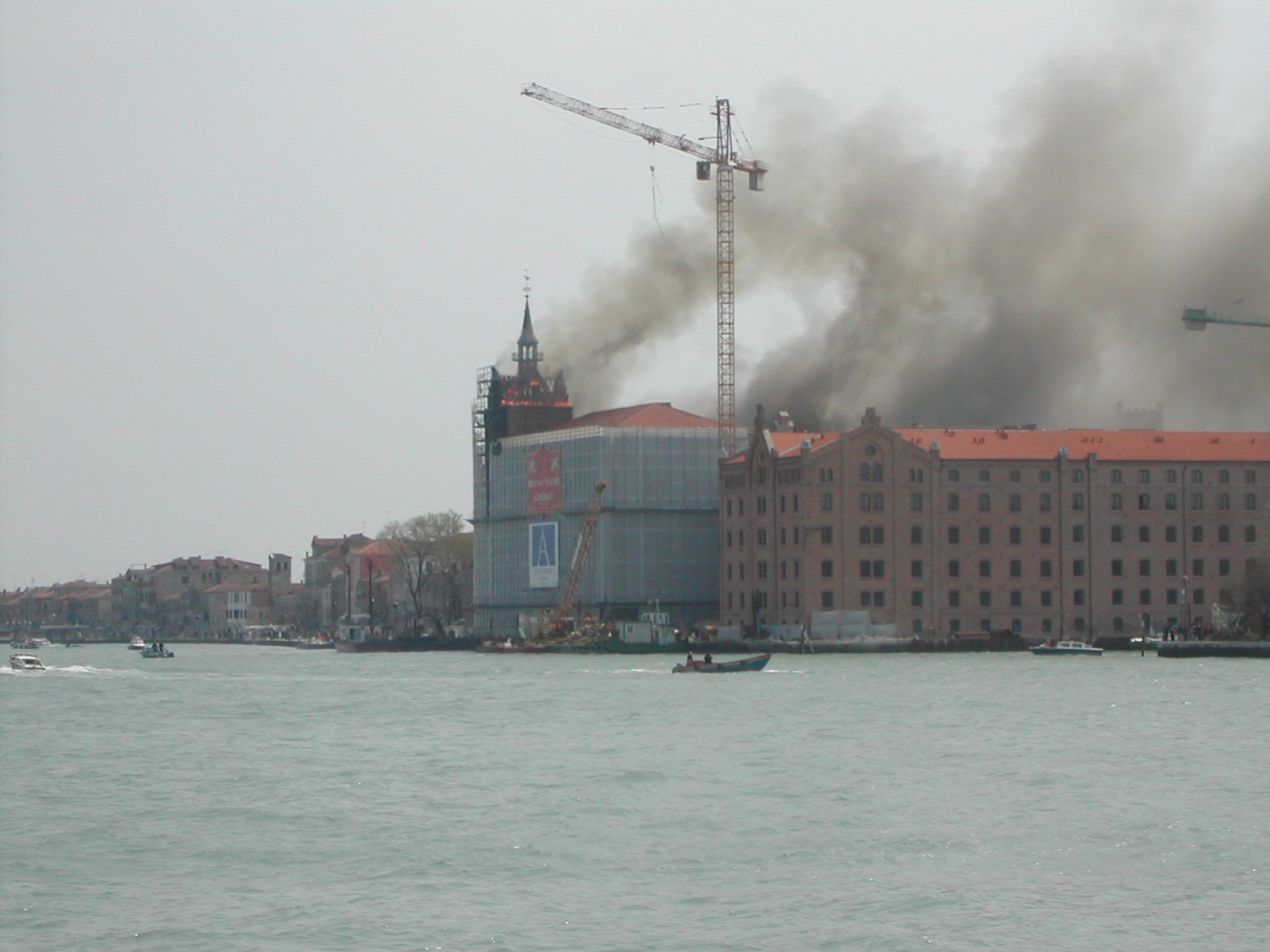
Le bâtiment lors de l'incendie d'avril 2003
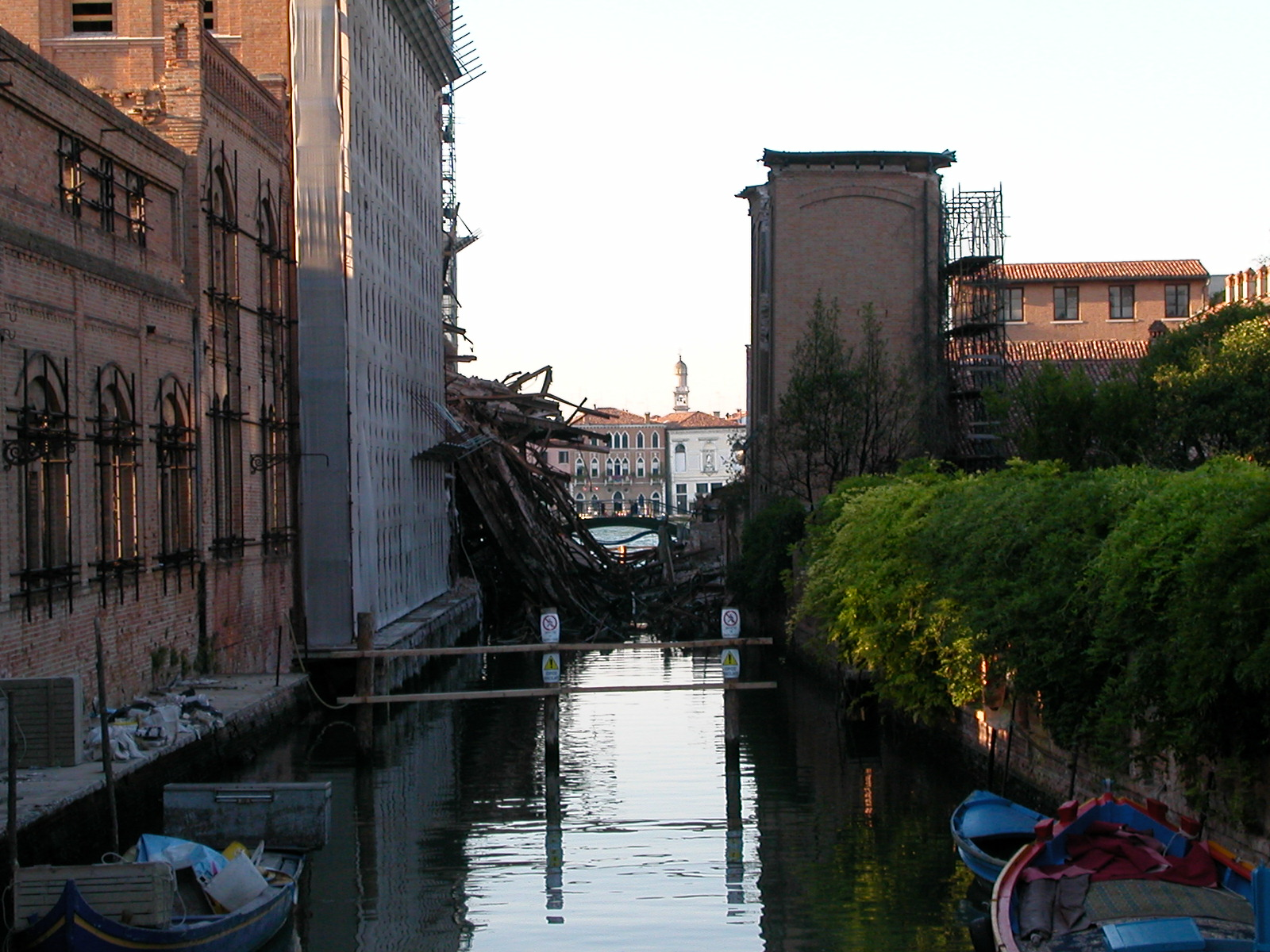
Élévation latérale effondrée après l'incendie
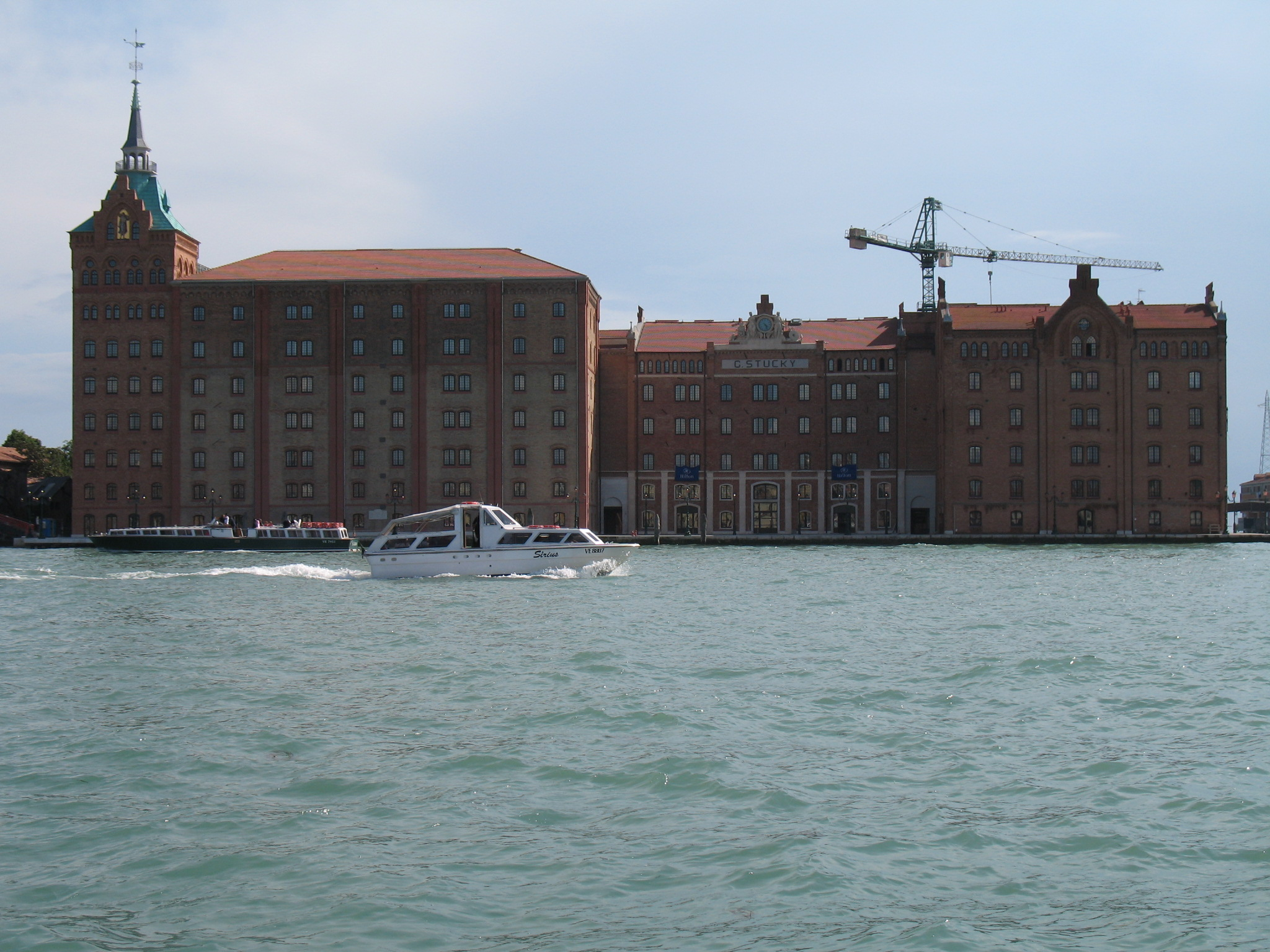
Le Stucky lors de l'achèvement de la restauration en mai 2007